# Upper Blackville
Upper Blackville é uma pequena comunidade localizada entre as margens do Rio Miramichi em New Brunswick, Canadá. Sua população é de 200 habitantes.